# Deichmann SE

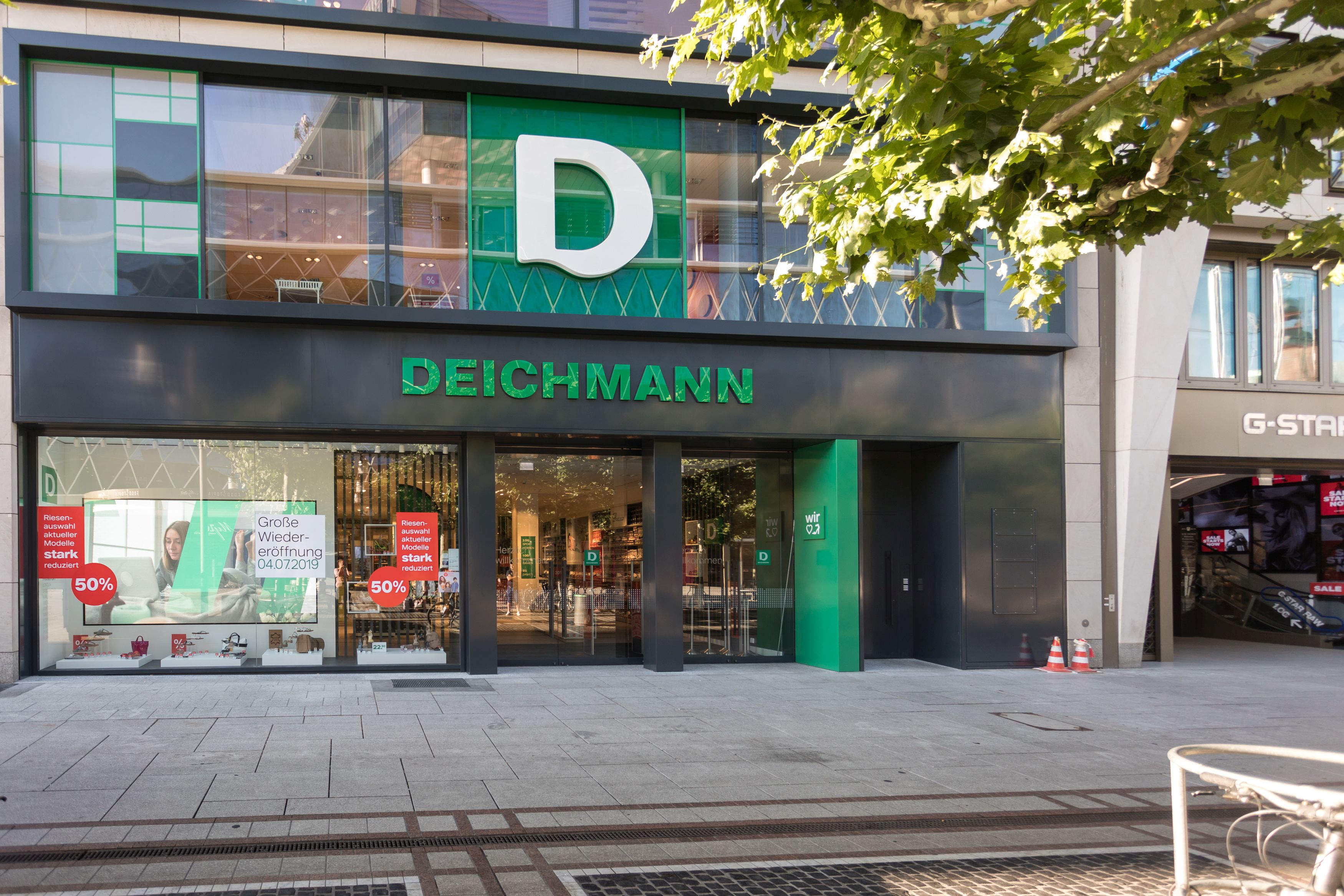
Deichmann-Filiale in Frankfurt am Main

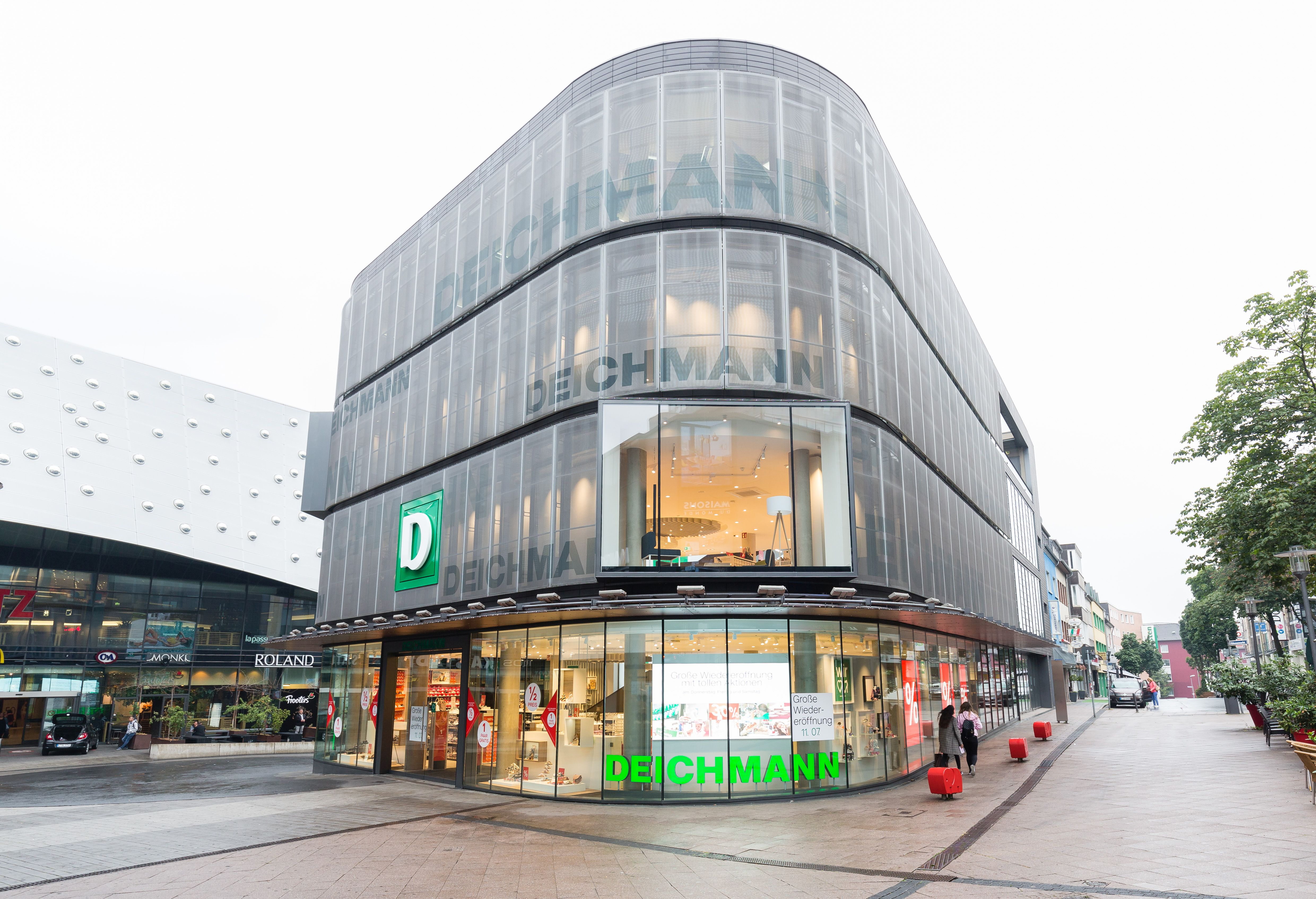
Deichmann-Filiale in Essen

Die Deichmann SE ist die Konzernobergesellschaft der Deichmann-Gruppe, eines deutschen Schuhhändlers mit Sitz in Essen. Im Jahr 2023 war Deichmann der größte Schuhhändler in Europa; es hat 2023 ca. 184 Mio. Paar Schuhe verkauft, davon ca. 32 % in Deutschland. Die Deichmann-Gruppe befindet sich vollständig im Besitz der Familie Deichmann.

## Aufbau des Unternehmens
Mit zur Unternehmensgruppe gehören die Snipes SE und die MyShoes SE. In der Schweiz heißt das 1865 von Franziska Dosenbach gegründete und 1973 von Deichmann übernommene Unternehmen nach wie vor Dosenbach, in den Niederlanden und Belgien van Haren.

## Geschichte

2011 abgelöstes Logo

### Gründerjahre 1913–1940
Der 1888 geborene Heinrich Deichmann eröffnete 1913 im Alter von 25 Jahren in der heutigen Johannes-Brokamp-Straße in Borbeck, das zwei Jahre später zur Stadt Essen eingemeindet wurde, einen Schuhmacherladen unter dem Namen Schuhreparatur Elektra. Zunächst zählten überwiegend Bergleute des damals aufstrebenden Ruhrgebietes zu seinen Kunden, die, weil zu den unteren Einkommen zählend, preiswerte Schuhreparaturen benötigten. Nach dem Ersten Weltkrieg stellte Deichmann mit seinen Schuhmachern die ersten eigenen robusten Schuhe her. Bald darauf kaufte Heinrich Deichmann günstige Neuware aus Schuhfabriken, um sie seinen Kunden weiter zu veräußern. 1936 eröffnete Heinrich Deichmann am Borbecker Markt das erste große Schuhgeschäft. Nach seinem Tod 1940 übernahm seine Frau Julie die Geschäftsführung.

### Nach dem Zweiten Weltkrieg
Nach dem Zweiten Weltkrieg improvisierte Deichmann, indem 50.000 Paar Schuhe aus Pappelholz und Fallschirmgurten hergestellt wurden. Außerdem wurde eine Tauschbörse für gebrauchte Schuhe aufgezogen, die schnell 5.000 Kunden in der Kartei hatte. Früh schon half ihr Sohn Heinz-Horst Deichmann im Unternehmen, so dass er Ende der 1940er Jahre das erste Geschäft außerhalb Essens, an der Ackerstraße in Düsseldorf, eröffnete. Er studierte Theologie, promovierte als Mediziner und führte nebenbei zusammen mit seiner Mutter das kleine Familienunternehmen weiter. 1956 gab er den Beruf als Arzt auf und übernahm vollständig die Leitung des Schuhhandels, wobei er seine vier älteren Schwestern auszahlte.
1963 zählte man 16 Geschäfte an Rhein und Ruhr. Unter der Leitung von Heinz-Horst Deichmann entwickelte sich das Unternehmen zum Marktführer im deutschen und europäischen Schuheinzelhandel. Als Erster führte Deichmann die sog. Vorwahlständer und später das Rack-Room-Konzept in Deutschland ein, bei dem die Schuhe in Kartons und direkt zum Anprobieren präsentiert werden.

### Internationale Expansion und Übernahmen
1973 erfolgte in der Schweiz die Übernahme der Schuhkette Dosenbach, der 1992 die Schuh- und Sportkette Ochsner folgte. Die beiden Ketten wurden zur Dosenbach-Ochsner zusammengelegt. Ihre Namen werden noch heute in der Schweiz für die dortigen Filialen verwendet. Im Jahr 1984 folgte der Schritt in die USA, 1985 in die Niederlande (vanHaren), 1992 nach Österreich und 1997 nach Polen. 1999 übernahm Heinz-Horst Deichmanns Sohn Heinrich Otto den Vorsitz der Geschäftsführung; seine Schwestern arbeiten nicht im Unternehmen. 2001 wurden Filialen in Ungarn und Großbritannien eröffnet. 2003 folgten Dänemark und Tschechien, 2004 die Slowakei, 2006 Slowenien und die Türkei, 2007 Rumänien und 2009 Bulgarien. 2006 wurde die tausendste Filiale Deutschlands eröffnet. Zum 1. Januar 2010 wurde die Rechtsform in eine Europäische Gesellschaft geändert. 2017 hat Deichmann erste Geschäfte in Frankreich und Belgien eröffnet. Weltweit waren 2022 in der gesamten Unternehmensgruppe 4.565 Filialen vorhanden.
In den USA tätigte die Deichmann SE 2018 die größte Akquisition ihrer Unternehmensgeschichte durch den Zukauf der Kette KicksUSA mit über 60 Filialen im Bereich Streetwear und Sportschuhe. 2019 eröffnete Deichmann erste Filialen in Estland, Lettland und Dubai.
Im Jahr 2000 startete Deichmann als erstes Unternehmen einen Onlineshop für Schuhe. Stand 2019 betreibt das Unternehmen international 41 Onlineshops und baut sein Omnichannel-Konzept aus.
Im August 2020 wurde die Übernahme von 43 belgischen Brantano-Filialen durch Deichmanns niederländische Tochtergesellschaft vanHaren bekannt. Diese Deichmann-Tochtergesellschaft betrieb zuvor 143 Geschäfte auf dem niederländischen Markt.
Anfang Juni 2022 wurde bekannt, dass die 37 russischen Deichmann-Filialen, bei denen ungefähr 260 Mitarbeiter beschäftigt waren, an ein Mitglied des Managements vor Ort verkauft wurden.

## Positionierung auf dem Markt
Im Geschäftsjahr 2023 verkaufte die Deichmann-Gruppe weltweit rund 184 Millionen Paar Schuhe, etwa 32 % davon in Deutschland. Zum 31. Dezember 2023 beschäftigte der Konzern über 49.000 Mitarbeiter in 34 Ländern. Deichmann gilt als Marktführer im europäischen Schuhhandel. Im Geschäftsjahr 2022 soll der Jahresumsatz rund 8,1 Milliarden Euro betragen haben. Deichmanns Tochtergesellschaften sind unter anderem MyShoes, Dosenbach, Ochsner Sport, Ochsner Shoes, vanHaren und Rack Rooms Shoes.
Deichmann produziert seine Schuhe nicht selbst, sondern kauft in rund 40 Ländern ein. Haupteinkaufsmarkt ist Asien.
Im Mai 2005 kaufte Deichmann die Traditionsmarken Gallus und Elefanten-Schuh. Gallus, eine vom Mönchengladbacher Schuster Heinrich Vogels im Jahr 1880 gegründete Schuhfabrik, hatte bis 1997 ihren Sitz in Dülken. Der Name Gallus geht zurück auf die Göttinger Fabrikantenfamilie Hahn (latein. Gallus), von der Heinrichs Vogels die Rechte an der Marke in den 1930er Jahren erwarb. Elefanten-Schuh (Kleve) war Ende 2004 vom englischen Schuhhersteller Clarks geschlossen worden, nachdem man keinen geeigneten Investor gefunden hatte. Seither werden Schuhe, die Deichmann von Zulieferern bezieht, unter den Markennamen Elefanten und Gallus verkauft. Eine eigene Produktion unterhält Deichmann nicht. Neben eigenen Marken hat Deichmann auch zahlreiche Fremdmarken im Angebot, darunter bekannte Sportmarken.
Im Oktober 2023 gab das Deichmann-Unternehmen bekannt, dass die 2016 von der Tochtergesellschaft Snipes gegründete Mode- und Schuhkette Onygo eingestellt wird und sämtliche bundesweit bestehenden 28 Filialen mit rund 280 Mitarbeitern bis Ende August 2024 geschlossen werden sollen.

### Testimonials
The Pussycat Dolls warben ab März 2006 als Testimonial für Deichmann. Der Extremsportler und Musiker Joey Kelly warb für die Deichmann-Laufschuhmarke Victory. Im Frühjahr 2008 erschien die Starcollection der Sugababes, in der Fernsehwerbung wurde ihr Song Denial verwendet. Im Jahr 2009 brachte das amerikanische Topmodel Cindy Crawford ihre eigene Schuhkollektion unter dem Label 5th Avenue exklusiv für Deichmann auf den Markt. 2012 warb Halle Berry für Deichmann. Sylvie Meis stellte 2015 ihre erste Deichmann-Schuhkollektion vor, 2016 und 2017 folgte jeweils eine weitere. Auch Ellie Goulding präsentierte 2017 eine eigene Kollektion für Deichmann. 2019 stellte Deichmann gemeinsam mit Sängerin Rita Ora eine Kollektion mit 40 Damenschuh-Modellen vor. Mit Model Leni Klum startete Deichmann 2022 und 2023 die Kampagne „Fila meets Leni Klum“.

### Fußball
In der Schweiz übernahm Dosenbach für die Saison 2008/2009 das Titelsponsoring der zweithöchsten Fußballliga, die in dieser Zeit Dosenbach Challenge League hieß.

## Öffentliche Wahrnehmung

### 2006: Kritik an Umweltstandards
2006 erschien auf tagesschau.de ein Beitrag, der sich auf einen Bericht der taz beruft, demzufolge die Lederproduktion eines Deichmann-Lieferanten (aber auch anderer bekannter Unternehmen) auch in jenem Gebiet in Indien angesiedelt ist, in dem die Gerbereien täglich 30 Millionen Liter hochgiftige Abwässer unkontrolliert ins Umland ablassen. Deichmann legt demgegenüber Wert auf die Feststellung, dass die Lieferanten an den Verhaltenskodex gebunden sind, der Sozial- und Umweltstandards festlegt. Die Einhaltung werde von unabhängigen Prüfern kontrolliert. Eine dieser Schuhfabriken arbeite mit einer Gerberei in dieser Region zusammen, die ihr Leder zuliefere. Diese Gerberei halte ebenfalls die Umweltstandards ein und kläre auch ihre Abwässer über eine Kläranlage. Der Blacksmith-Beitrag berichtete von Verbesserungen in Ranipet in den letzten Jahren, die auch darauf zurückzuführen seien, dass alle großen europäischen Abnehmer auf Einhaltung des Verhaltenskodex drängten.

### Ab 2008: Kritik an Arbeitsbedingungen an Produktionsstandorten
Nach Recherchen des Politikmagazins Report Mainz der ARD vom 7. Juli 2008 produziert ein Großlieferant in Kambodscha, der außer Deichmann auch andere Schuhhersteller beliefert, unter unhaltbaren und gesundheitsgefährdenden Bedingungen. In der Fabrik Shoes Premier in Phnom Penh, in der ca. 3000 Menschen arbeiten und die jährlich 2,5 Millionen Paar Schuhe für Deichmann liefere, würden Mitarbeiter zu täglichen Überstunden gezwungen. Die Arbeiterinnen beklagten sich über Kopfschmerzen, Übelkeit und Erbrechen, weil sie Dämpfen von Lösungsmitteln ohne Schutzmasken ausgesetzt seien. Wer sein Pensum von 100 Schuhen pro Stunde nicht schaffe, müsse stundenlang mit den Händen auf dem Rücken vor einer Wand als „firmeninternem Pranger“ stehen.
Das Unternehmen will von den Missständen nichts gewusst haben und bemüht sich nach Angaben eines Sprechers intensiv um Aufklärung. Die Fabrik sei an strenge Auflagen gebunden, und Verstöße gegen Arbeitnehmerrechte würden auf keinen Fall geduldet.
Report Mainz hatte die Vorwürfe in einer Presse-Vorabmeldung zur Sendung verbreitet, auf die Ausstrahlung des Beitrages dann aber letztlich verzichtet. Begründet wurde das von der Redaktion mit „komplizierten rechtliche Detailfragen“. Deichmann teilte mit, man habe keine Rechtsmittel gegen die Ausstrahlung eingelegt. Nach Information des Unternehmens war der Zulieferer im Mai 2008 bereits überprüft worden, das Ergebnis sei im Wesentlichen unauffällig gewesen. Aufgrund der Vorwürfe wurde für Oktober 2008 eine weitere Überprüfung durch unabhängige Experten angekündigt. Seit Ende der 1990er Jahre werden die Arbeitsbedingungen bei Zulieferern unabhängig überprüft.
Das INKOTA-netzwerk verwies im Jahr 2024 auf Verstöße gegen Arbeitsrechte in indischen Produktionsstätten und forderte die Einhaltung des Lieferkettensorgfaltspflichtengesetzes.

### 2012–2014: Belastung durch Chrom(VI)-oxid
Laut RAPEX, dem Schnellwarnsystem der EU für Verbraucherschutz, waren zwischen 2012 und 2014 mehrfach u. a. Lederschuhe der Eigenmarke 5th Avenue mit Chrom(VI)-oxid belastet.

### 2020: Kritik wegen Ankündigung, Mietzahlungen aufgrund von COVID-19-Pandemie zu stoppen
Ende März 2020 kündigte Deichmann aus Anlass der COVID-19-Pandemie an, für die vertraglich vereinbarten Mietzahlungen für einen Teil seiner geschlossenen Einzelhandelsgeschäfte Stundungen in Anspruch nehmen zu wollen. Dies löste in den Medien und der Gesellschaft große Kritik und Aufforderung zum Boykott aus. Heinrich Deichmann betonte, mit den Vermietern partnerschaftlich nach Lösungen zu suchen und zu verhindern, dass Vermieter in eine Notlage geraten.

## Soziales Engagement
„Die Firma muss dem Menschen dienen“ war ein Motto von Heinz-Horst Deichmann. Er achtete stets darauf, dass dieses Motto im Unternehmen gelebt wurde. Sein Sohn führt diese Tradition fort. Neben dem gemeinnützigen Engagement über die Deichmann-Stiftung werden den Beschäftigten des Unternehmens verschiedene Benefits (Vorteile) geboten. Beispielsweise haben die Beschäftigten das Recht, sich pro Jahr eine Woche lang im Rahmen einer Gesundheitswoche auf Kosten des Unternehmens in der Schweiz unter Inanspruchnahme ihrer Urlaubstage zu erholen.

### Deichmann-Stiftung (seit 1973)
Die am 29. August 1973 gegründete Dr. Heinz-Horst Deichmann-Stiftung fördert unterschiedliche soziale und diakonische Projekte im In- und Ausland. Sie kommen aus Bereichen der Kinder- und Jugendhilfe, Entwicklungshilfe und Entwicklungszusammenarbeit, Nothilfe und Katastrophenhilfe, Kunst und Kultur, Bildung, Wissenschaft und Forschung, Gesundheit, des öffentlichen Gesundheitswesens und der öffentlichen Gesundheitspflege.
Während der COVID-19-Pandemie in Deutschland engagierte sich die Deichmann-Stiftung mehrfach und spendete unter anderem im Mai 2020 eine Million Gesichtsmasken an die Hilfsorganisation Caritas im Erzbistum Berlin. Zudem leistete die Stiftung Akuthilfe bei der Hochwasserkatastrophe 2021. Nach den Erdbeben in der Türkei und Syrien 2023 stellte die Deichmann-Stiftung über eine Million Euro zur Soforthilfe für Menschen in Not im Erdbebengebiet zur Verfügung.

### Deichmann-Förderpreis (2005–2019)
Deichmann engagierte sich ab 2005 mit dem Förderpreis für die berufliche Integration von benachteiligten Kindern und Jugendlichen. Der 2005 durch Heinrich Deichmann initiierte Deichmann-Förderpreis, der 2013 in Deichmann-Förderpreis für Integration umbenannt wurde, hat Initiativen ausgezeichnet, die nachhaltig und kreativ mithelfen, Menschen mit Migrationshintergrund in Beruf und Gesellschaft einzugliedern. Der Förderpreis wurde zuletzt im Jahr 2019 vergeben; die Schauspielerin und Moderatorin Fernanda Brandão war 2019 Schirmherrin des Förderpreises.
Der mit insgesamt 100.000 Euro dotierte Förderpreis wurde in drei Kategorien verliehen: In der ersten Kategorie wurden kleine und mittelständische Unternehmen ausgezeichnet, die im vergangenen Jahr außergewöhnliches Engagement zum Thema Integration zeigten. Für die zweite Kategorie konnten sich Vereine, private und öffentliche Initiativen sowie kirchliche Organisationen bewerben, die sich in herausragender Weise für die Integration junger Menschen engagieren. In der dritten Kategorie erfolgte die Vergabe des Förderpreises an schulische Präventivmaßnahmen, die verhindern, dass Leistungsunterschiede zwischen den Kindern unterschiedlicher sozialer Herkunft größer werden.

## TV
- Deutschlands große Clans: Die Deichmann-Story – Dokumentation in der Reihe ZDFzeit, Folge 289, Erstausstrahlung am 28. Juli 2020 im ZDF (45 Min.)[44]